# Haloxylon
Haloxylon é um género de árvores de pequeno porte pertencente à família Amaranthaceae.

## Espécies
- Haloxylon ammodendron
- Haloxylon aphyllum
- Haloxylon articulatum
- Haloxylon griffithii
  - Haloxylon griffithii subsp. griffithii
  - Haloxylon griffithii subsp. wakhanicum
- Haloxylon negevensis
- Haloxylon persicum
- Haloxylon recurvum
- Haloxylon regelii
- Haloxylon salicornicum
- Haloxylon schweinfurthii
- Haloxylon stocksii
- Haloxylon tamariscifolium
- Haloxylon thomsonii
- Haloxylon wakhanicum